# 2022年のワールドシリーズ
2022年の野球において、メジャーリーグベースボール（MLB）優勝決定戦の第118回ワールドシリーズ（英語: 118th World Series）は、10月28日から11月5日にかけて計6試合が開催された。その結果、ヒューストン・アストロズ（アメリカンリーグ）がフィラデルフィア・フィリーズ（ナショナルリーグ）を4勝2敗で下し、5年ぶり2回目の優勝を果たした。
アストロズは第3戦を終えて1勝2敗と先行を許していたものの、第4戦で先発投手クリスチャン・ハビエルら4人の継投によりノーヒットノーランを達成すると、その試合を含む3連勝で逆転してシリーズを制した。ワールドシリーズでのノーヒットノーランは1956年以来66年ぶり2度目、継投では初めてだった。アストロズ監督のダスティ・ベイカーは、監督としてシリーズ優勝経験がない人物のなかでは歴代最多のレギュラーシーズン通算2,093勝を挙げていたが、今シリーズ優勝によりその座を脱却し、同時にMLBワールドシリーズのみならず北米4大プロスポーツリーグを通じても史上最年長の73歳で優勝監督となった。シリーズMVPには、第5戦の4回表に決勝ソロ本塁打を放つなど、6試合で打率.400・1本塁打・3打点・OPS 1.023という成績を残したアストロズのジェレミー・ペーニャが選出された。
今シリーズの冠スポンサーは金融持株会社のキャピタル・ワンが務める。よって大会名はワールドシリーズ presented by キャピタル・ワン（英語: World Series presented by Capital One）となる。

## ワールドシリーズまでの道のり

### 両チームの2022年
10月23日、まず先に行われたナショナルリーグの試合でフィリーズ（東地区）が、そのあとのアメリカンリーグの試合ではアストロズ（西地区）が、それぞれリーグ優勝を決めてワールドシリーズへ駒を進めた。両リーグの優勝決定戦が同じ日に揃って決着しワールドシリーズの対戦カードが確定するのは、1992年以来30年ぶりのことである。
フィリーズは2021年、地区優勝アトランタ・ブレーブスに6.5ゲーム差届かずポストシーズン進出を逃した。チームの弱みは守備だったが、オフには守備に難のある強打の外野手カイル・シュワーバーやニック・カステヤノスを獲得した。2022年は序盤から低迷し、22勝29敗となったところで監督のジョー・ジラルディが解任される。ロブ・トムソンが引き継いだあとは勝率が上向くも、6月下旬には中心打者ブライス・ハーパーが死球で左手親指を骨折して離脱した。前半戦終了時は49勝43敗の地区3位で、首位ニューヨーク・メッツには8.5ゲーム差離された。8月2日のトレード期限までには、課題の外野守備と救援投手陣を強化するため、ブランドン・マーシュやデビッド・ロバートソンを補強した。後半戦も、メッツとブレーブスの首位争いに割って入ることはできず。ただワイルドカード争いでは、この年から枠がひとつ増えたこともあって圏内に留まり続け、10月3日に最後の1枠へ滑り込んだ。平均得点4.61はリーグ5位・MLB7位、防御率3.98はリーグ9位・MLB17位。打線が200本超の本塁打を放った一方、投手陣では先発ローテーションでアーロン・ノラとザック・ウィーラーに次ぐ位置へレンジャー・スアレスらが台頭し、救援陣も補強が実って致命的な弱みとならずに済んだ。ワイルドカードシリーズではセントルイス・カージナルスを2勝0敗で、地区シリーズではブレーブスを3勝1敗で、リーグ優勝決定戦ではサンディエゴ・パドレスを4勝1敗で、それぞれ下した。
アストロズは前年ワールドシリーズ敗退後、正遊撃手カルロス・コレアをFA移籍で失った。チームは彼の後釜に新人のジェレミー・ペーニャを抜擢した。2022年は開幕22戦で11勝11敗と出遅れたものの、5月2日からの11連勝で一気に地区首位へ浮上する。その後は他球団を突き放し、前半戦終了時には59勝32敗で2位シアトル・マリナーズに9.0ゲーム差をつけた。8月2日のトレード期限までには、左翼手マイケル・ブラントリーの故障離脱と一塁手ユリ・グリエルの不振に対しトレイ・マンシーニを、捕手陣の打撃力の弱さに対しクリスチャン・バスケスを、左投手がいない救援投手陣に対しウィル・スミスを、それぞれ獲得した。後半戦もマリナーズらとの差を広げていき、9月19日に地区優勝を決めた。平均得点4.55はリーグ3位・MLB8位、防御率2.90はリーグ最高・MLB2位。ホセ・アルトゥーベやヨルダン・アルバレスを擁する打線の得点力もさることながら、この年はジャスティン・バーランダーやフランバー・バルデスらで形成される先発ローテーションが安定しており、多くのイニングを消化して救援投手陣の負担を軽減した。ペーニャも正遊撃手1年目から打撃で22本塁打・OPS.722を記録、守備でものちにこの年のゴールドグラブ賞を受賞することとなる活躍を見せた。ワイルドカードシリーズはリーグ最高勝率のため出場を免除され、地区シリーズではマリナーズを3勝0敗で、リーグ優勝決定戦ではニューヨーク・ヤンキースを4勝0敗で、それぞれ下した。
レギュラーシーズンの勝利数で両チームを比較すると、アストロズが106勝を積み上げた一方でフィリーズは87勝しかしていない。その差19は、1906年の23に次いでワールドシリーズ史上2番目に大きい。1906年シリーズでは116勝のシカゴ・カブスと93勝のシカゴ・ホワイトソックスが対戦し、ホワイトソックスが4勝2敗で制した。また、レギュラーシーズン90勝未満のチームと100勝以上のチームがワールドシリーズで対戦するのは、1944年以来78年ぶり2度目である。1944年シリーズでは89勝のセントルイス・ブラウンズと105勝のカージナルスが対戦し、カージナルスが4勝2敗で制した。

### ホームフィールド・アドバンテージ
ワールドシリーズの第1・2・6・7戦を本拠地で開催できる "ホームフィールド・アドバンテージ" は、レギュラーシーズンの勝率がより高いほうの球団に与えられる。ポストシーズン進出12球団のアドバンテージ優先順位は以下の通り。
| 優先順位   | 球団                           | レギュラーシーズン成績 | レギュラーシーズン成績         | ポストシーズン結果                |        |        |        |
| 優先順位   | 球団                           | レギュラーシーズン成績 | レギュラーシーズン成績         | ポストシーズン結果                | WCS    | DS     | LCS    |
| ---------- | ------------------------------ | ---------------------- | ------------------------------ | --------------------------------- | ------ | ------ | ------ |
| 01         | ロサンゼルス・ドジャース       | 111勝51敗・勝率.685    | NL西地区優勝                   | 地区シリーズ（DS）敗退            | 免除   | 1勝3敗 | －     |
| 02         | ヒューストン・アストロズ       | 106勝56敗・勝率.654    | AL西地区優勝                   | ワールドシリーズ進出              | 免除   | 3勝0敗 | 4勝0敗 |
| 03[※1]     | アトランタ・ブレーブス         | 101勝61敗・勝率.623    | NL東地区優勝                   | 地区シリーズ（DS）敗退            | 免除   | 1勝3敗 | －     |
| 04[※1][※2] | ニューヨーク・メッツ           | 101勝61敗・勝率.623    | NL東地区2位＝第1ワイルドカード | ワイルドカードシリーズ（WCS）敗退 | 1勝2敗 | －     | －     |
| 05[※2]     | ニューヨーク・ヤンキース       | 099勝63敗・勝率.611    | AL東地区優勝                   | リーグ優勝決定戦（LCS）敗退       | 免除   | 3勝2敗 | 0勝4敗 |
| 06[※2]     | セントルイス・カージナルス     | 093勝69敗・勝率.574    | NL中地区優勝                   | ワイルドカードシリーズ（WCS）敗退 | 0勝2敗 | －     | －     |
| 07[※2][※3] | クリーブランド・ガーディアンズ | 092勝70敗・勝率.568    | AL中地区優勝                   | 地区シリーズ（DS）敗退            | 2勝0敗 | 2勝3敗 | －     |
| 08[※3]     | トロント・ブルージェイズ       | 092勝70敗・勝率.568    | AL東地区2位＝第1ワイルドカード | ワイルドカードシリーズ（WCS）敗退 | 0勝2敗 | －     | －     |
| 09         | シアトル・マリナーズ           | 090勝72敗・勝率.556    | AL西地区2位＝第2ワイルドカード | 地区シリーズ（DS）敗退            | 2勝0敗 | 0勝3敗 | －     |
| 10         | サンディエゴ・パドレス         | 089勝73敗・勝率.549    | NL西地区2位＝第2ワイルドカード | リーグ優勝決定戦（LCS）敗退       | 2勝1敗 | 3勝1敗 | 1勝4敗 |
| 11         | フィラデルフィア・フィリーズ   | 087勝75敗・勝率.537    | NL東地区3位＝第3ワイルドカード | ワールドシリーズ進出              | 2勝0敗 | 3勝1敗 | 4勝1敗 |
| 12         | タンパベイ・レイズ             | 086勝76敗・勝率.531    | AL東地区3位＝第3ワイルドカード | ワイルドカードシリーズ（WCS）敗退 | 0勝2敗 | －     | －     |

※1  ブレーブスがメッツに対し、シーズン中の直接対決19試合を10勝9敗と勝ち越しているため、ブレーブスが上位となる。
※2  同一リーグ内の地区シリーズやリーグ優勝決定戦などでは、勝率に関係なく地区優勝球団はワイルドカード球団より上位に位置づけられるが、ワールドシリーズだけはこれに当てはまらない。
※3  ガーディアンズがブルージェイズに対し、シーズン中の直接対決7試合を5勝2敗と勝ち越しているため、ガーディアンズが上位となる。
10月15日、ナショナルリーグでフィリーズとパドレスのリーグ優勝決定戦進出が決まった。この時点で、アメリカンリーグで勝ち残っていたのはアストロズ、ヤンキースとガーディアンズの3球団である。この3球団は全て、フィリーズよりもパドレスよりも勝率が高い。したがってこの時点で、アドバンテージがアメリカンリーグ優勝球団へ与えられることが確定した。

## 両チームの過去の対戦

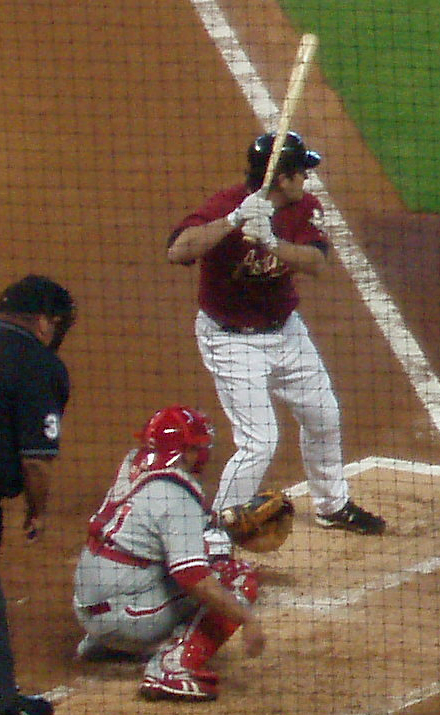
9月6日の対戦の様子。打者がアストロズのランス・バークマン、捕手がフィリーズのカルロス・ルイーズ

アストロズは1962年、ナショナルリーグの新球団 "ヒューストン・コルトフォーティファイブス" として創設され、2012年シーズン終了後にアメリカンリーグへ転籍した。したがって1962年から51年間、フィリーズとコルトフォーティファイブス/アストロズは同じリーグに所属し毎年対戦していた。その期間のレギュラーシーズン通算対戦成績は、フィリーズの289勝277敗・勝率.511である。アストロズがアメリカンリーグへ転籍したあとは、両球団の対戦はインターリーグとして数年に一度しか行われなくなった。転籍後の対戦は2014年と2017年、そしてこの年それぞれ3試合ずつで計9試合が組まれており、対戦成績はフィリーズの5勝4敗・勝率.556である。この年の3試合はレギュラーシーズンの締めくくりとして、10月3日から5日にかけてアストロズの本拠地ミニッツメイド・パークで行われ、アストロズが2勝1敗と勝ち越している。当時、アストロズが既にリーグ最高勝率まで確定させていたのに対し、フィリーズはワイルドカード最後の1枠をかけてミルウォーキー・ブルワーズと争っていた。フィリーズはこの3連戦初戦に勝利したことで11年ぶりのポストシーズン進出を確定させ、試合後にはミニッツメイド・パークのクラブハウスでシャンパンファイトを開いた。
ポストシーズンにおける両チームの対戦は過去に一度、1980年のナショナルリーグ優勝決定戦で実現している。このシリーズは5試合中4試合が延長戦へもつれる接戦となり、フィリーズが3勝2敗で制した。アストロズはこの敗戦によりワールドシリーズ初出場の望みを絶たれ、勝ち上がったフィリーズはそのままワールドシリーズ初優勝を果たすこととなる。今シリーズでは当時出場した選手のうち、アストロズの外野手だったテリー・プールが第1戦で、フィリーズの内野手だったマイク・シュミットが第3戦で、それぞれ始球式のボールを投じる。

## ロースター
両チームの出場選手登録（ロースター）は以下の通り。
- 名前の横の★はこの年のオールスターゲームに選出された選手を、＃はレギュラーシーズン開幕後に入団した選手を、◎はリーグ優勝決定戦MVP受賞者を示す。
- 年齢は今シリーズ開幕時点でのもの。

| フィラデルフィア・フィリーズ | フィラデルフィア・フィリーズ | フィラデルフィア・フィリーズ | フィラデルフィア・フィリーズ | フィラデルフィア・フィリーズ | フィラデルフィア・フィリーズ | フィラデルフィア・フィリーズ | フィラデルフィア・フィリーズ | フィラデルフィア・フィリーズ | ヒューストン・アストロズ | ヒューストン・アストロズ | ヒューストン・アストロズ | ヒューストン・アストロズ    | ヒューストン・アストロズ | ヒューストン・アストロズ | ヒューストン・アストロズ | ヒューストン・アストロズ | ヒューストン・アストロズ |
| 守備位置                     | 背番号                       | 出身                         | 選手                         | 投                           | 打                           | 年齢                         | ワールドシリーズ経験         | ワールドシリーズ経験         | 守備位置                 | 背番号                   | 出身                     | 選手                        | 投                       | 打                       | 年齢                     | ワールドシリーズ経験     | ワールドシリーズ経験     |
| 守備位置                     | 背番号                       | 出身                         | 選手                         | 投                           | 打                           | 年齢                         | 出場                         | 優勝                         | 守備位置                 | 背番号                   | 出身                     | 選手                        | 投                       | 打                       | 年齢                     | 出場                     | 優勝                     |
| ---------------------------- | ---------------------------- | ---------------------------- | ---------------------------- | ---------------------------- | ---------------------------- | ---------------------------- | ---------------------------- | ---------------------------- | ------------------------ | ------------------------ | ------------------------ | --------------------------- | ------------------------ | ------------------------ | ------------------------ | ------------------------ | ------------------------ |
| 投手                         | 46                           | ベネズエラの旗               | ホセ・アルバラード           | 左                           | 左                           | 27                           | 初                           | なし                         | 投手                     | 52                       | ドミニカ共和国の旗       | ブライアン・アブレイユ      | 右                       | 右                       | 25                       | 初                       | なし                     |
| 投手                         | 64                           | アメリカ合衆国の旗           | アンドリュー・ベラッティ     | 右                           | 右                           | 31                           | 初                           | なし                         | 投手                     | 58                       | アメリカ合衆国の旗       | ハンター・ブラウン          | 右                       | 右                       | 24                       | 初                       | なし                     |
| 投手                         | 75                           | アメリカ合衆国の旗           | コナー・ブログドン           | 右                           | 右                           | 27                           | 初                           | なし                         | 投手                     | 77                       | ベネズエラの旗           | ルイス・ガルシア            | 右                       | 右                       | 25                       | 02年連続2回目            | なし                     |
| 投手                         | 58                           | ドミニカ共和国の旗           | セランソニー・ドミンゲス     | 右                           | 右                           | 27                           | 初                           | なし                         | 投手                     | 53                       | ドミニカ共和国の旗       | クリスチャン・ハビエル      | 右                       | 右                       | 25                       | 02年連続2回目            | なし                     |
| 投手                         | 56                           | アメリカ合衆国の旗           | ザック・エフリン             | 右                           | 右                           | 28                           | 初                           | なし                         | 投手                     | 43                       | アメリカ合衆国の旗       | ランス・マッカラーズJr.     | 右                       | 左                       | 29                       | 05年ぶり2回目            | 1回                      |
| 投手                         | 44                           | アメリカ合衆国の旗           | カイル・ギブソン             | 右                           | 右                           | 35                           | 初                           | なし                         | 投手                     | 47                       | ドミニカ共和国の旗       | ラファエル・モンテロ        | 右                       | 右                       | 32                       | 初                       | なし                     |
| 投手                         | 52                           | アメリカ合衆国の旗           | ブラッド・ハンド             | 左                           | 左                           | 32                           | 初                           | なし                         | 投手                     | 50                       | ドミニカ共和国の旗       | ヘクター・ネリス            | 右                       | 右                       | 33                       | 初                       | なし                     |
| 投手                         | 57                           | アメリカ合衆国の旗           | ニック・ネルソン             | 右                           | 右                           | 26                           | 初                           | なし                         | 投手                     | 55                       | アメリカ合衆国の旗       | ライアン・プレスリー        | 右                       | 右                       | 33                       | 02年連続3回目            | なし                     |
| 投手                         | 27                           | アメリカ合衆国の旗           | アーロン・ノラ               | 右                           | 右                           | 29                           | 初                           | なし                         | 投手                     | 51                       | アメリカ合衆国の旗       | ウィル・スミス＃            | 左                       | 右                       | 33                       | 02年連続2回目            | 1回                      |
| 投手                         | 30                           | アメリカ合衆国の旗           | デビッド・ロバートソン＃     | 右                           | 右                           | 37                           | 13年ぶり2回目                | 1回                          | 投手                     | 45                       | アメリカ合衆国の旗       | ライン・スタネック          | 右                       | 右                       | 31                       | 02年連続2回目            | なし                     |
| 投手                         | 55                           | ベネズエラの旗               | レンジャー・スアレス         | 左                           | 左                           | 27                           | 初                           | なし                         | 投手                     | 65                       | メキシコの旗             | ホセ・ウルキディ            | 右                       | 右                       | 27                       | 02年連続3回目            | なし                     |
| 投手                         | 43                           | アメリカ合衆国の旗           | ノア・シンダーガード＃       | 右                           | 左                           | 30                           | 07年ぶり2回目                | なし                         | 投手                     | 59                       | ドミニカ共和国の旗       | フランバー・バルデス★       | 左                       | 右                       | 28                       | 02年連続2回目            | なし                     |
| 投手                         | 45                           | アメリカ合衆国の旗           | ザック・ウィーラー           | 右                           | 左                           | 32                           | 初                           | なし                         | 投手                     | 35                       | アメリカ合衆国の旗       | ジャスティン・バーランダー★ | 右                       | 右                       | 39                       | 03年ぶり5回目            | 1回                      |
| 捕手                         | 10                           | アメリカ合衆国の旗           | J.T.リアルミュート           | 右                           | 右                           | 31                           | 初                           | なし                         | 捕手                     | 38                       | アメリカ合衆国の旗       | コリー・リー[※1]            | 右                       | 右                       | 24                       | 初                       | なし                     |
| 捕手                         | 21                           | アメリカ合衆国の旗           | ギャレット・スタッブス       | 右                           | 左                           | 29                           | 02年連続2回目                | なし                         | 捕手                     | 15                       | プエルトリコの旗         | マーティン・マルドナード    | 右                       | 右                       | 36                       | 02年連続3回目            | なし                     |
| 内野手                       | 28                           | アメリカ合衆国の旗           | アレク・ボーム               | 右                           | 右                           | 26                           | 初                           | なし                         | 捕手                     | 9                        | プエルトリコの旗         | クリスチャン・バスケス      | 右                       | 右                       | 32                       | 04年ぶり2回目            | 1回                      |
| 内野手                       | 17                           | アメリカ合衆国の旗           | リース・ホスキンス           | 右                           | 右                           | 29                           | 初                           | なし                         | 内野手                   | 27                       | ベネズエラの旗           | ホセ・アルトゥーベ★         | 右                       | 右                       | 32                       | 02年連続4回目            | 1回                      |
| 内野手                       | 29                           | アメリカ合衆国の旗           | ニック・メイトン             | 右                           | 左                           | 25                           | 初                           | なし                         | 内野手                   | 2                        | アメリカ合衆国の旗       | アレックス・ブレグマン      | 右                       | 右                       | 28                       | 02年連続4回目            | 1回                      |
| 内野手                       | 2                            | ドミニカ共和国の旗           | ジーン・セグラ               | 右                           | 右                           | 32                           | 初                           | なし                         | 内野手                   | 16                       | キューバの旗             | アレドミス・ディアス        | 右                       | 右                       | 32                       | 02年連続3回目            | なし                     |
| 内野手                       | 33                           | パナマの旗                   | エドムンド・ソーサ＃         | 右                           | 右                           | 26                           | 初                           | なし                         | 内野手                   | 14                       | ホンジュラスの旗         | マウリシオ・デュボーン＃    | 右                       | 右                       | 28                       | 初                       | なし                     |
| 内野手                       | 5                            | アメリカ合衆国の旗           | ブライソン・ストット         | 右                           | 左                           | 25                           | 初                           | なし                         | 内野手                   | 10                       | キューバの旗             | ユリ・グリエル[※1]          | 右                       | 右                       | 38                       | 02年連続4回目            | 1回                      |
| 外野手                       | 8                            | アメリカ合衆国の旗           | ニック・カステヤノス         | 右                           | 右                           | 30                           | 初                           | なし                         | 内野手                   | 17                       | アメリカ合衆国の旗       | デビッド・ヘンズリー        | 右                       | 右                       | 26                       | 初                       | なし                     |
| 外野手                       | 3                            | アメリカ合衆国の旗           | ブライス・ハーパー★◎         | 右                           | 左                           | 30                           | 初                           | なし                         | 内野手                   | 26                       | アメリカ合衆国の旗       | トレイ・マンシーニ＃        | 右                       | 右                       | 30                       | 初                       | なし                     |
| 外野手                       | 16                           | アメリカ合衆国の旗           | ブランドン・マーシュ＃       | 右                           | 左                           | 24                           | 初                           | なし                         | 内野手                   | 3                        | ドミニカ共和国の旗       | ジェレミー・ペーニャ◎       | 右                       | 右                       | 25                       | 初                       | なし                     |
| 外野手                       | 12                           | アメリカ合衆国の旗           | カイル・シュワーバー★        | 右                           | 左                           | 29                           | 06年ぶり2回目                | 1回                          | 外野手                   | 44                       | キューバの旗             | ヨルダン・アルバレス★       | 右                       | 左                       | 25                       | 02年連続3回目            | なし                     |
| 外野手                       | 19                           | アメリカ合衆国の旗           | マット・ビアリング           | 右                           | 右                           | 26                           | 初                           | なし                         | 外野手                   | 20                       | アメリカ合衆国の旗       | チャズ・マコーミック        | 左                       | 右                       | 27                       | 02年連続2回目            | なし                     |
|                              |                              |                              |                              |                              |                              |                              |                              |                              | 外野手                   | 30                       | アメリカ合衆国の旗       | カイル・タッカー★           | 右                       | 左                       | 25                       | 02年連続3回目            | なし                     |

※1  第5戦終了後にグリエルが故障のためロースターを外れ、第6戦からはリーが代わりに登録された。
フィリーズはリーグ優勝決定戦のロースターから投手と野手をひとりずつ入れ替え、投手は左のベイリー・ファルターに代えて右のニック・ネルソンを、野手は右のドルトン・ガスリーに代えて左のニック・メイトンを、それぞれ登録した。リーグ優勝決定戦では、ファルターは第4戦に先発登板したものの1イニングもたずに4失点を喫し、ガスリーは出番がなかった。ネルソンはアストロズ打線が対左投手よりも対右投手を苦手としていることから、メイトンはアストロズ救援投手陣の構成が右投手に偏っていることから、それぞれロースター入りした。メイトンの兄フィルもメジャーリーガーでアストロズの救援投手をしているが、兄はレギュラーシーズン最終戦で弟に安打を許すなど打たれたあと、ロッカーを殴って小指を骨折したためポストシーズンを欠場しており、今シリーズでは兄弟対決は実現しない。
アストロズはリーグ優勝決定戦のロースターのうち、救援投手陣から右のセス・マルティネスを外して左のウィル・スミスを加えた。マルティネスは、リーグ優勝決定戦の対戦相手ニューヨーク・ヤンキースがアーロン・ジャッジら右の強打者を揃えていたため、同シリーズからロースター入りしたものの、登板機会がなかった。フィリーズの場合はブライス・ハーパーやカイル・シュワーバーなど左の強打者も擁している。スミスは、フィリーズと同じナショナルリーグ東地区のアトランタ・ブレーブスに今シーズン途中まで所属していたため彼らとの対戦経験もあり、ハーパーに対しては14打数2安打6三振と好成績を残している。スミスは前年シリーズではブレーブスの一員として優勝を経験したため、アストロズが今シリーズを制すれば、チームを変えて2年連続優勝を経験する史上10人目の選手となる。
今シリーズでは両チームとも、対戦相手のチームに前年まで在籍していた選手がロースター入りした。フィリーズ捕手のギャレット・スタッブスは、2015年のドラフトでアストロズから8巡目・全体229位指名を受けてプロ入りし、2019年にMLB初出場を果たすと、2021年までの3年間で51試合に出場した。2021年のワールドシリーズでも途中からロースター入りし守備で1イニング出場したあと、その年の11月にトレードでフィリーズへ移籍した。2022年はレギュラーシーズン最後の3連戦で両チームの対戦があり、そこでフィリーズがポストシーズン進出を決めたため、スタッブスはかつての同僚に「ワールドシリーズで会おうぜ」とメッセージを送ったという。アストロズ投手のヘクター・ネリスは、2010年にアマチュアFAとしてフィリーズと契約しプロ入りすると、2014年のメジャー初登板以来2021年までの8年間で405試合に登板した。2017年と2019年に20セーブ以上を挙げるなど一時は抑え投手も務めたが、2021年シーズン終了後にFAとなりアストロズと契約した。フィリーズはネリス在籍時にポストシーズンへなかなか進めず、当時ネリスはワールドシリーズ登板の夢を後輩のセランソニー・ドミンゲスらと語り合っており、2022年レギュラーシーズンの最後にドミンゲスと再会したときもその話になったという。
今シリーズのロースターには、両チームともアフリカ系アメリカ人がひとりもいない。20世紀初のアフリカ系アメリカ人選手としてジャッキー・ロビンソンが1947年にデビューして以降、ワールドシリーズにアフリカ系アメリカ人選手の姿がないのは、1950年以来72年ぶり2度目である。この事態に対し、アストロズ監督のダスティ・ベイカーが「野球にとって誇れることとは思わない」と述べたほか、選手会の専務理事トニー・クラークやニグロリーグ野球博物館の館長ボブ・ケンドリックら、球界の要職にあるアフリカ系アメリカ人から憂慮の声が上がった。その一方でラテンアメリカ出身選手の数は20人にのぼり、これは2012年および2021年と並ぶ歴代最多タイである。その20人のうちアストロズ内野手のマウリシオ・デュボーンは、シリーズ史上初のホンジュラス出身選手となった。

## 開幕前の予想
MLB.comが所属記者・アナリスト75人にどちらがシリーズを制するか予想させたところ、アストロズ勝利予想が58人に対しフィリーズ勝利予想が17人という結果となった。同様の企画は他の媒体でも行われたがアストロズ支持が多く、ESPNでは14人中12人が、『スポーツ・イラストレイテッド』では7人中4人が、『USAトゥデイ』では7人中6人が、『ガーディアン』国際版では4人全員が、アストロズの勝利を予想した。これに対してCBSスポーツでは、6人中4人がフィリーズを支持し、アストロズ支持の2人を上回った。

## 試合結果
2022年のワールドシリーズは10月28日に開幕し、途中に移動日と雨天順延を挟んで9日間で6試合が行われた。前年シーズン終了後にMLB機構と選手会との労使交渉がもつれてロックアウトが実施され、今シーズンの開幕が3月31日から4月7日へ後ろ倒しされた影響で、今シリーズ開幕日は日付上2009年と並んで史上最も遅い10月28日に設定された。日程・結果は以下の通り。
| 日付                                                    | 試合  | ビジター球団（先攻）         | スコア   | ホーム球団（後攻）           | 開催球場                   | 開催球場                                         |
| ------------------------------------------------------- | ----- | ---------------------------- | -------- | ---------------------------- | -------------------------- | ------------------------------------------------ |
| 10月28日（金）                                          | 第1戦 | フィラデルフィア・フィリーズ | 6－5     | ヒューストン・アストロズ     | ミニッツメイド・パーク     | シチズンズ・バンク・パークミニッツメイド・パーク |
| 10月29日（土）                                          | 第2戦 | フィラデルフィア・フィリーズ | 2－5     | ヒューストン・アストロズ     | ミニッツメイド・パーク     | シチズンズ・バンク・パークミニッツメイド・パーク |
| 10月30日（日）                                          |       | 移動日                       | 移動日   | 移動日                       |                            | シチズンズ・バンク・パークミニッツメイド・パーク |
| 10月31日（月）                                          | 第3戦 | 雨天順延                     | 雨天順延 | 雨天順延                     | シチズンズ・バンク・パーク | シチズンズ・バンク・パークミニッツメイド・パーク |
| 11月01日（火）                                          | 第3戦 | ヒューストン・アストロズ     | 0－7     | フィラデルフィア・フィリーズ | シチズンズ・バンク・パーク | シチズンズ・バンク・パークミニッツメイド・パーク |
| 11月02日（水）                                          | 第4戦 | ヒューストン・アストロズ     | 5－0     | フィラデルフィア・フィリーズ | シチズンズ・バンク・パーク | シチズンズ・バンク・パークミニッツメイド・パーク |
| 11月03日（木）                                          | 第5戦 | ヒューストン・アストロズ     | 3－2     | フィラデルフィア・フィリーズ | シチズンズ・バンク・パーク | シチズンズ・バンク・パークミニッツメイド・パーク |
| 11月04日（金）                                          |       | 移動日                       | 移動日   | 移動日                       |                            | シチズンズ・バンク・パークミニッツメイド・パーク |
| 11月05日（土）                                          | 第6戦 | フィラデルフィア・フィリーズ | 1－4     | ヒューストン・アストロズ     | ミニッツメイド・パーク     | シチズンズ・バンク・パークミニッツメイド・パーク |
| 優勝：ヒューストン・アストロズ（4勝2敗 / 5年ぶり2度目） |       |                              |          |                              |                            | シチズンズ・バンク・パークミニッツメイド・パーク |

### 第1戦 10月28日
- ミニッツメイド・パーク（テキサス州ヒューストン）

|                              | 1 | 2 | 3 | 4 | 5 | 6 | 7 | 8 | 9 | 10 | R | H  | E |
| ---------------------------- | - | - | - | - | - | - | - | - | - | -- | - | -- | - |
| フィラデルフィア・フィリーズ | 0 | 0 | 0 | 3 | 2 | 0 | 0 | 0 | 0 | 1  | 6 | 9  | 0 |
| ヒューストン・アストロズ     | 0 | 2 | 3 | 0 | 0 | 0 | 0 | 0 | 0 | 0  | 5 | 10 | 0 |

1. 勝利：セランソニー・ドミンゲス（1勝）
2. セーブ：デビッド・ロバートソン（1S）
3. 敗戦：ルイス・ガルシア（1敗）
4. 本塁打
PHI：J.T.リアルミュート1号ソロ
HOU：カイル・タッカー1号ソロ・2号3ラン
5. 審判
［球審］ジェームズ・ホイ
［塁審］一塁: ダン・アイアソーニャ、二塁: トリップ・ギブソン、三塁: ジョーダン・ベイカー
［外審］左翼: ランス・バークスデイル、右翼: アラン・ポーター
6. 試合開始時刻: 中部夏時間（UTC-5）午後7時4分  試合時間: 4時間34分  観客: 4万2903人  気温: 72°F（22.2°C）
詳細: MLB.com Gameday / ESPN.com / Baseball-Reference.com / FanGraphs

| フィラデルフィア・フィリーズ | フィラデルフィア・フィリーズ | フィラデルフィア・フィリーズ | フィラデルフィア・フィリーズ | フィラデルフィア・フィリーズ                                                                                           | ヒューストン・アストロズ | ヒューストン・アストロズ | ヒューストン・アストロズ | ヒューストン・アストロズ | ヒューストン・アストロズ |
| ---------------------------- | ---------------------------- | ---------------------------- | ---------------------------- | --- | ------------------------ | ------------------------ | ------------------------ | ------------------------ | --- |
| 打順                         | 守備                         | 選手                         | 打席                         | A・ノラJ・リアルミュートR・ホスキンスJ・セグラA・ボームB・ストットK・シュワーバーB・マーシュN・カステヤノスB・ハーパー | 打順                     | 守備                     | 選手                     | 打席                     | J・バーランダーM・マルドナードY・グリエルJ・アルトゥーベA・ブレグマンJ・ペーニャY・アルバレスC・マコーミックK・タッカーT・マンシーニ |
| 1                            | 左                           | K・シュワーバー              | 左                           | A・ノラJ・リアルミュートR・ホスキンスJ・セグラA・ボームB・ストットK・シュワーバーB・マーシュN・カステヤノスB・ハーパー | 1                        | 二                       | J・アルトゥーベ          | 右                       | J・バーランダーM・マルドナードY・グリエルJ・アルトゥーベA・ブレグマンJ・ペーニャY・アルバレスC・マコーミックK・タッカーT・マンシーニ |
| 2                            | 一                           | R・ホスキンス                | 右                           | A・ノラJ・リアルミュートR・ホスキンスJ・セグラA・ボームB・ストットK・シュワーバーB・マーシュN・カステヤノスB・ハーパー | 2                        | 遊                       | J・ペーニャ              | 右                       | J・バーランダーM・マルドナードY・グリエルJ・アルトゥーベA・ブレグマンJ・ペーニャY・アルバレスC・マコーミックK・タッカーT・マンシーニ |
| 3                            | 捕                           | J・リアルミュート            | 右                           | A・ノラJ・リアルミュートR・ホスキンスJ・セグラA・ボームB・ストットK・シュワーバーB・マーシュN・カステヤノスB・ハーパー | 3                        | 左                       | Y・アルバレス            | 左                       | J・バーランダーM・マルドナードY・グリエルJ・アルトゥーベA・ブレグマンJ・ペーニャY・アルバレスC・マコーミックK・タッカーT・マンシーニ |
| 4                            | DH                           | B・ハーパー                  | 左                           | A・ノラJ・リアルミュートR・ホスキンスJ・セグラA・ボームB・ストットK・シュワーバーB・マーシュN・カステヤノスB・ハーパー | 4                        | 三                       | A・ブレグマン            | 右                       | J・バーランダーM・マルドナードY・グリエルJ・アルトゥーベA・ブレグマンJ・ペーニャY・アルバレスC・マコーミックK・タッカーT・マンシーニ |
| 5                            | 右                           | N・カステヤノス              | 右                           | A・ノラJ・リアルミュートR・ホスキンスJ・セグラA・ボームB・ストットK・シュワーバーB・マーシュN・カステヤノスB・ハーパー | 5                        | 右                       | K・タッカー              | 左                       | J・バーランダーM・マルドナードY・グリエルJ・アルトゥーベA・ブレグマンJ・ペーニャY・アルバレスC・マコーミックK・タッカーT・マンシーニ |
| 6                            | 三                           | A・ボーム                    | 右                           | A・ノラJ・リアルミュートR・ホスキンスJ・セグラA・ボームB・ストットK・シュワーバーB・マーシュN・カステヤノスB・ハーパー | 6                        | 一                       | Y・グリエル              | 右                       | J・バーランダーM・マルドナードY・グリエルJ・アルトゥーベA・ブレグマンJ・ペーニャY・アルバレスC・マコーミックK・タッカーT・マンシーニ |
| 7                            | 遊                           | B・ストット                  | 左                           | A・ノラJ・リアルミュートR・ホスキンスJ・セグラA・ボームB・ストットK・シュワーバーB・マーシュN・カステヤノスB・ハーパー | 7                        | DH                       | T・マンシーニ            | 右                       | J・バーランダーM・マルドナードY・グリエルJ・アルトゥーベA・ブレグマンJ・ペーニャY・アルバレスC・マコーミックK・タッカーT・マンシーニ |
| 8                            | 二                           | J・セグラ                    | 右                           | A・ノラJ・リアルミュートR・ホスキンスJ・セグラA・ボームB・ストットK・シュワーバーB・マーシュN・カステヤノスB・ハーパー | 8                        | 中                       | C・マコーミック          | 右                       | J・バーランダーM・マルドナードY・グリエルJ・アルトゥーベA・ブレグマンJ・ペーニャY・アルバレスC・マコーミックK・タッカーT・マンシーニ |
| 9                            | 中                           | B・マーシュ                  | 左                           | A・ノラJ・リアルミュートR・ホスキンスJ・セグラA・ボームB・ストットK・シュワーバーB・マーシュN・カステヤノスB・ハーパー | 9                        | 捕                       | M・マルドナード          | 右                       | J・バーランダーM・マルドナードY・グリエルJ・アルトゥーベA・ブレグマンJ・ペーニャY・アルバレスC・マコーミックK・タッカーT・マンシーニ |
| 先発投手                     | 先発投手                     | 先発投手                     | 投球                         | A・ノラJ・リアルミュートR・ホスキンスJ・セグラA・ボームB・ストットK・シュワーバーB・マーシュN・カステヤノスB・ハーパー | 先発投手                 | 先発投手                 | 先発投手                 | 投球                     | J・バーランダーM・マルドナードY・グリエルJ・アルトゥーベA・ブレグマンJ・ペーニャY・アルバレスC・マコーミックK・タッカーT・マンシーニ |
| A・ノラ                      | A・ノラ                      | A・ノラ                      | 右                           | A・ノラJ・リアルミュートR・ホスキンスJ・セグラA・ボームB・ストットK・シュワーバーB・マーシュN・カステヤノスB・ハーパー | J・バーランダー          | J・バーランダー          | J・バーランダー          | 右                       | J・バーランダーM・マルドナードY・グリエルJ・アルトゥーベA・ブレグマンJ・ペーニャY・アルバレスC・マコーミックK・タッカーT・マンシーニ |

### 第2戦 10月29日
- ミニッツメイド・パーク（テキサス州ヒューストン）

|                              | 1 | 2 | 3 | 4 | 5 | 6 | 7 | 8 | 9 | R | H | E |
| ---------------------------- | - | - | - | - | - | - | - | - | - | - | - | - |
| フィラデルフィア・フィリーズ | 0 | 0 | 0 | 0 | 0 | 0 | 1 | 0 | 1 | 2 | 6 | 1 |
| ヒューストン・アストロズ     | 3 | 0 | 0 | 0 | 2 | 0 | 0 | 0 | X | 5 | 7 | 2 |

1. 勝利：フランバー・バルデス（1勝）
2. 敗戦：ザック・ウィーラー（1敗）
3. 本塁打
HOU：アレックス・ブレグマン1号2ラン
4. 審判
［球審］パット・ホーバーグ
［塁審］一塁: トリップ・ギブソン、二塁: ジョーダン・ベイカー、三塁: ランス・バークスデイル
［外審］左翼: アラン・ポーター、右翼: ジェームズ・ホイ
5. 試合開始時刻: 中部夏時間（UTC-5）午後7時4分  試合時間: 3時間18分  観客: 4万2926人  気温: 73°F（22.8°C）
詳細: MLB.com Gameday / ESPN.com / Baseball-Reference.com / FanGraphs

| フィラデルフィア・フィリーズ | フィラデルフィア・フィリーズ | フィラデルフィア・フィリーズ | フィラデルフィア・フィリーズ | フィラデルフィア・フィリーズ                                                                                                 | ヒューストン・アストロズ | ヒューストン・アストロズ | ヒューストン・アストロズ | ヒューストン・アストロズ | ヒューストン・アストロズ |
| ---------------------------- | ---------------------------- | ---------------------------- | ---------------------------- | --- | ------------------------ | ------------------------ | ------------------------ | ------------------------ | --- |
| 打順                         | 守備                         | 選手                         | 打席                         | Z・ウィーラーJ・リアルミュートR・ホスキンスJ・セグラA・ボームE・ソーサK・シュワーバーM・ビアリングN・カステヤノスB・ハーパー | 打順                     | 守備                     | 選手                     | 打席                     | F・バルデスM・マルドナードY・グリエルJ・アルトゥーベA・ブレグマンJ・ペーニャA・ディアスC・マコーミックK・タッカーY・アルバレス |
| 1                            | 左                           | K・シュワーバー              | 左                           | Z・ウィーラーJ・リアルミュートR・ホスキンスJ・セグラA・ボームE・ソーサK・シュワーバーM・ビアリングN・カステヤノスB・ハーパー | 1                        | 二                       | J・アルトゥーベ          | 右                       | F・バルデスM・マルドナードY・グリエルJ・アルトゥーベA・ブレグマンJ・ペーニャA・ディアスC・マコーミックK・タッカーY・アルバレス |
| 2                            | 一                           | R・ホスキンス                | 右                           | Z・ウィーラーJ・リアルミュートR・ホスキンスJ・セグラA・ボームE・ソーサK・シュワーバーM・ビアリングN・カステヤノスB・ハーパー | 2                        | 遊                       | J・ペーニャ              | 右                       | F・バルデスM・マルドナードY・グリエルJ・アルトゥーベA・ブレグマンJ・ペーニャA・ディアスC・マコーミックK・タッカーY・アルバレス |
| 3                            | 捕                           | J・リアルミュート            | 右                           | Z・ウィーラーJ・リアルミュートR・ホスキンスJ・セグラA・ボームE・ソーサK・シュワーバーM・ビアリングN・カステヤノスB・ハーパー | 3                        | DH                       | Y・アルバレス            | 左                       | F・バルデスM・マルドナードY・グリエルJ・アルトゥーベA・ブレグマンJ・ペーニャA・ディアスC・マコーミックK・タッカーY・アルバレス |
| 4                            | DH                           | B・ハーパー                  | 左                           | Z・ウィーラーJ・リアルミュートR・ホスキンスJ・セグラA・ボームE・ソーサK・シュワーバーM・ビアリングN・カステヤノスB・ハーパー | 4                        | 三                       | A・ブレグマン            | 右                       | F・バルデスM・マルドナードY・グリエルJ・アルトゥーベA・ブレグマンJ・ペーニャA・ディアスC・マコーミックK・タッカーY・アルバレス |
| 5                            | 右                           | N・カステヤノス              | 右                           | Z・ウィーラーJ・リアルミュートR・ホスキンスJ・セグラA・ボームE・ソーサK・シュワーバーM・ビアリングN・カステヤノスB・ハーパー | 5                        | 右                       | K・タッカー              | 左                       | F・バルデスM・マルドナードY・グリエルJ・アルトゥーベA・ブレグマンJ・ペーニャA・ディアスC・マコーミックK・タッカーY・アルバレス |
| 6                            | 三                           | A・ボーム                    | 右                           | Z・ウィーラーJ・リアルミュートR・ホスキンスJ・セグラA・ボームE・ソーサK・シュワーバーM・ビアリングN・カステヤノスB・ハーパー | 6                        | 一                       | Y・グリエル              | 右                       | F・バルデスM・マルドナードY・グリエルJ・アルトゥーベA・ブレグマンJ・ペーニャA・ディアスC・マコーミックK・タッカーY・アルバレス |
| 7                            | 二                           | J・セグラ                    | 右                           | Z・ウィーラーJ・リアルミュートR・ホスキンスJ・セグラA・ボームE・ソーサK・シュワーバーM・ビアリングN・カステヤノスB・ハーパー | 7                        | 左                       | A・ディアス              | 右                       | F・バルデスM・マルドナードY・グリエルJ・アルトゥーベA・ブレグマンJ・ペーニャA・ディアスC・マコーミックK・タッカーY・アルバレス |
| 8                            | 中                           | M・ビアリング                | 右                           | Z・ウィーラーJ・リアルミュートR・ホスキンスJ・セグラA・ボームE・ソーサK・シュワーバーM・ビアリングN・カステヤノスB・ハーパー | 8                        | 中                       | C・マコーミック          | 右                       | F・バルデスM・マルドナードY・グリエルJ・アルトゥーベA・ブレグマンJ・ペーニャA・ディアスC・マコーミックK・タッカーY・アルバレス |
| 9                            | 遊                           | E・ソーサ                    | 右                           | Z・ウィーラーJ・リアルミュートR・ホスキンスJ・セグラA・ボームE・ソーサK・シュワーバーM・ビアリングN・カステヤノスB・ハーパー | 9                        | 捕                       | M・マルドナード          | 右                       | F・バルデスM・マルドナードY・グリエルJ・アルトゥーベA・ブレグマンJ・ペーニャA・ディアスC・マコーミックK・タッカーY・アルバレス |
| 先発投手                     | 先発投手                     | 先発投手                     | 投球                         | Z・ウィーラーJ・リアルミュートR・ホスキンスJ・セグラA・ボームE・ソーサK・シュワーバーM・ビアリングN・カステヤノスB・ハーパー | 先発投手                 | 先発投手                 | 先発投手                 | 投球                     | F・バルデスM・マルドナードY・グリエルJ・アルトゥーベA・ブレグマンJ・ペーニャA・ディアスC・マコーミックK・タッカーY・アルバレス |
| Z・ウィーラー                | Z・ウィーラー                | Z・ウィーラー                | 右                           | Z・ウィーラーJ・リアルミュートR・ホスキンスJ・セグラA・ボームE・ソーサK・シュワーバーM・ビアリングN・カステヤノスB・ハーパー | F・バルデス              | F・バルデス              | F・バルデス              | 左                       | F・バルデスM・マルドナードY・グリエルJ・アルトゥーベA・ブレグマンJ・ペーニャA・ディアスC・マコーミックK・タッカーY・アルバレス |

### 第3戦 11月1日
- シチズンズ・バンク・パーク（ペンシルベニア州フィラデルフィア）

|                              | 1 | 2 | 3 | 4 | 5 | 6 | 7 | 8 | 9 | R | H | E |
| ---------------------------- | - | - | - | - | - | - | - | - | - | - | - | - |
| ヒューストン・アストロズ     | 0 | 0 | 0 | 0 | 0 | 0 | 0 | 0 | 0 | 0 | 5 | 0 |
| フィラデルフィア・フィリーズ | 2 | 2 | 0 | 0 | 3 | 0 | 0 | 0 | X | 7 | 7 | 0 |

1. 勝利：レンジャー・スアレス（1勝）
2. 敗戦：ランス・マッカラーズ・ジュニア（1敗）
3. 本塁打
PHI：ブライス・ハーパー1号2ラン、アレク・ボーム1号ソロ、ブランドン・マーシュ1号ソロ、カイル・シュワーバー1号2ラン、リース・ホスキンス1号ソロ
4. 審判
［球審］ダン・アイアソーニャ
［塁審］一塁: ジョーダン・ベイカー、二塁: ランス・バークスデイル、三塁: アラン・ポーター
［外審］左翼: ジェームズ・ホイ、右翼: パット・ホーバーグ
5. 試合開始時刻: 東部夏時間（UTC-4）午後8時5分  試合時間: 3時間8分  観客: 4万5712人  気温: 65°F（18.3°C）
詳細: MLB.com Gameday / ESPN.com / Baseball-Reference.com / FanGraphs

| ヒューストン・アストロズ | ヒューストン・アストロズ | ヒューストン・アストロズ | ヒューストン・アストロズ | ヒューストン・アストロズ | フィラデルフィア・フィリーズ | フィラデルフィア・フィリーズ | フィラデルフィア・フィリーズ | フィラデルフィア・フィリーズ | フィラデルフィア・フィリーズ                                                                                               |
| ------------------------ | ------------------------ | ------------------------ | ------------------------ | --- | ---------------------------- | ---------------------------- | ---------------------------- | ---------------------------- | --- |
| 打順                     | 守備                     | 選手                     | 打席                     | L・マッカラーズJr.M・マルドナードY・グリエルJ・アルトゥーベA・ブレグマンJ・ペーニャY・アルバレスC・マコーミックK・タッカーD・ヘンズリー | 打順                         | 守備                         | 選手                         | 打席                         | R・スアレスJ・リアルミュートR・ホスキンスJ・セグラA・ボームB・ストットK・シュワーバーB・マーシュN・カステヤノスB・ハーパー |
| 1                        | 二                       | J・アルトゥーベ          | 右                       | L・マッカラーズJr.M・マルドナードY・グリエルJ・アルトゥーベA・ブレグマンJ・ペーニャY・アルバレスC・マコーミックK・タッカーD・ヘンズリー | 1                            | 左                           | K・シュワーバー              | 左                           | R・スアレスJ・リアルミュートR・ホスキンスJ・セグラA・ボームB・ストットK・シュワーバーB・マーシュN・カステヤノスB・ハーパー |
| 2                        | 遊                       | J・ペーニャ              | 右                       | L・マッカラーズJr.M・マルドナードY・グリエルJ・アルトゥーベA・ブレグマンJ・ペーニャY・アルバレスC・マコーミックK・タッカーD・ヘンズリー | 2                            | 一                           | R・ホスキンス                | 右                           | R・スアレスJ・リアルミュートR・ホスキンスJ・セグラA・ボームB・ストットK・シュワーバーB・マーシュN・カステヤノスB・ハーパー |
| 3                        | 左                       | Y・アルバレス            | 左                       | L・マッカラーズJr.M・マルドナードY・グリエルJ・アルトゥーベA・ブレグマンJ・ペーニャY・アルバレスC・マコーミックK・タッカーD・ヘンズリー | 3                            | 捕                           | J・リアルミュート            | 右                           | R・スアレスJ・リアルミュートR・ホスキンスJ・セグラA・ボームB・ストットK・シュワーバーB・マーシュN・カステヤノスB・ハーパー |
| 4                        | 三                       | A・ブレグマン            | 右                       | L・マッカラーズJr.M・マルドナードY・グリエルJ・アルトゥーベA・ブレグマンJ・ペーニャY・アルバレスC・マコーミックK・タッカーD・ヘンズリー | 4                            | DH                           | B・ハーパー                  | 左                           | R・スアレスJ・リアルミュートR・ホスキンスJ・セグラA・ボームB・ストットK・シュワーバーB・マーシュN・カステヤノスB・ハーパー |
| 5                        | 右                       | K・タッカー              | 左                       | L・マッカラーズJr.M・マルドナードY・グリエルJ・アルトゥーベA・ブレグマンJ・ペーニャY・アルバレスC・マコーミックK・タッカーD・ヘンズリー | 5                            | 右                           | N・カステヤノス              | 右                           | R・スアレスJ・リアルミュートR・ホスキンスJ・セグラA・ボームB・ストットK・シュワーバーB・マーシュN・カステヤノスB・ハーパー |
| 6                        | 一                       | Y・グリエル              | 右                       | L・マッカラーズJr.M・マルドナードY・グリエルJ・アルトゥーベA・ブレグマンJ・ペーニャY・アルバレスC・マコーミックK・タッカーD・ヘンズリー | 6                            | 三                           | A・ボーム                    | 右                           | R・スアレスJ・リアルミュートR・ホスキンスJ・セグラA・ボームB・ストットK・シュワーバーB・マーシュN・カステヤノスB・ハーパー |
| 7                        | DH                       | D・ヘンズリー            | 右                       | L・マッカラーズJr.M・マルドナードY・グリエルJ・アルトゥーベA・ブレグマンJ・ペーニャY・アルバレスC・マコーミックK・タッカーD・ヘンズリー | 7                            | 遊                           | B・ストット                  | 左                           | R・スアレスJ・リアルミュートR・ホスキンスJ・セグラA・ボームB・ストットK・シュワーバーB・マーシュN・カステヤノスB・ハーパー |
| 8                        | 中                       | C・マコーミック          | 右                       | L・マッカラーズJr.M・マルドナードY・グリエルJ・アルトゥーベA・ブレグマンJ・ペーニャY・アルバレスC・マコーミックK・タッカーD・ヘンズリー | 8                            | 二                           | J・セグラ                    | 右                           | R・スアレスJ・リアルミュートR・ホスキンスJ・セグラA・ボームB・ストットK・シュワーバーB・マーシュN・カステヤノスB・ハーパー |
| 9                        | 捕                       | M・マルドナード          | 右                       | L・マッカラーズJr.M・マルドナードY・グリエルJ・アルトゥーベA・ブレグマンJ・ペーニャY・アルバレスC・マコーミックK・タッカーD・ヘンズリー | 9                            | 中                           | B・マーシュ                  | 左                           | R・スアレスJ・リアルミュートR・ホスキンスJ・セグラA・ボームB・ストットK・シュワーバーB・マーシュN・カステヤノスB・ハーパー |
| 先発投手                 | 先発投手                 | 先発投手                 | 投球                     | L・マッカラーズJr.M・マルドナードY・グリエルJ・アルトゥーベA・ブレグマンJ・ペーニャY・アルバレスC・マコーミックK・タッカーD・ヘンズリー | 先発投手                     | 先発投手                     | 先発投手                     | 投球                         | R・スアレスJ・リアルミュートR・ホスキンスJ・セグラA・ボームB・ストットK・シュワーバーB・マーシュN・カステヤノスB・ハーパー |
| L・マッカラーズJr.       | L・マッカラーズJr.       | L・マッカラーズJr.       | 右                       | L・マッカラーズJr.M・マルドナードY・グリエルJ・アルトゥーベA・ブレグマンJ・ペーニャY・アルバレスC・マコーミックK・タッカーD・ヘンズリー | R・スアレス                  | R・スアレス                  | R・スアレス                  | 左                           | R・スアレスJ・リアルミュートR・ホスキンスJ・セグラA・ボームB・ストットK・シュワーバーB・マーシュN・カステヤノスB・ハーパー |

### 第4戦 11月2日
- シチズンズ・バンク・パーク（ペンシルベニア州フィラデルフィア）

|                              | 1 | 2 | 3 | 4 | 5 | 6 | 7 | 8 | 9 | R | H  | E |
| ---------------------------- | - | - | - | - | - | - | - | - | - | - | -- | - |
| ヒューストン・アストロズ     | 0 | 0 | 0 | 0 | 5 | 0 | 0 | 0 | 0 | 5 | 10 | 0 |
| フィラデルフィア・フィリーズ | 0 | 0 | 0 | 0 | 0 | 0 | 0 | 0 | 0 | 0 | 0  | 0 |

1. 勝利：クリスチャン・ハビエル（1勝）
2. 敗戦：アーロン・ノラ（1敗）
3. 審判
［球審］トリップ・ギブソン
［塁審］一塁: ランス・バークスデイル、二塁: アラン・ポーター、三塁: ジェームズ・ホイ
［外審］左翼: パット・ホーバーグ、右翼: ダン・アイアソーニャ
4. 試合開始時刻: 東部夏時間（UTC-4）午後8時3分  試合時間: 3時間25分  観客: 4万5693人  気温: 62°F（16.7°C）
詳細: MLB.com Gameday / ESPN.com / Baseball-Reference.com / FanGraphs

| ヒューストン・アストロズ | ヒューストン・アストロズ | ヒューストン・アストロズ | ヒューストン・アストロズ | ヒューストン・アストロズ                                                                                                   | フィラデルフィア・フィリーズ | フィラデルフィア・フィリーズ | フィラデルフィア・フィリーズ | フィラデルフィア・フィリーズ | フィラデルフィア・フィリーズ                                                                                           |
| ------------------------ | ------------------------ | ------------------------ | ------------------------ | --- | ---------------------------- | ---------------------------- | ---------------------------- | ---------------------------- | --- |
| 打順                     | 守備                     | 選手                     | 打席                     | C・ハビエルC・バスケスY・グリエルJ・アルトゥーベA・ブレグマンJ・ペーニャA・ディアスC・マコーミックK・タッカーY・アルバレス | 打順                         | 守備                         | 選手                         | 打席                         | A・ノラJ・リアルミュートR・ホスキンスJ・セグラA・ボームB・ストットK・シュワーバーB・マーシュN・カステヤノスB・ハーパー |
| 1                        | 二                       | J・アルトゥーベ          | 右                       | C・ハビエルC・バスケスY・グリエルJ・アルトゥーベA・ブレグマンJ・ペーニャA・ディアスC・マコーミックK・タッカーY・アルバレス | 1                            | 左                           | K・シュワーバー              | 左                           | A・ノラJ・リアルミュートR・ホスキンスJ・セグラA・ボームB・ストットK・シュワーバーB・マーシュN・カステヤノスB・ハーパー |
| 2                        | 遊                       | J・ペーニャ              | 右                       | C・ハビエルC・バスケスY・グリエルJ・アルトゥーベA・ブレグマンJ・ペーニャA・ディアスC・マコーミックK・タッカーY・アルバレス | 2                            | 一                           | R・ホスキンス                | 右                           | A・ノラJ・リアルミュートR・ホスキンスJ・セグラA・ボームB・ストットK・シュワーバーB・マーシュN・カステヤノスB・ハーパー |
| 3                        | DH                       | Y・アルバレス            | 左                       | C・ハビエルC・バスケスY・グリエルJ・アルトゥーベA・ブレグマンJ・ペーニャA・ディアスC・マコーミックK・タッカーY・アルバレス | 3                            | 捕                           | J・リアルミュート            | 右                           | A・ノラJ・リアルミュートR・ホスキンスJ・セグラA・ボームB・ストットK・シュワーバーB・マーシュN・カステヤノスB・ハーパー |
| 4                        | 三                       | A・ブレグマン            | 右                       | C・ハビエルC・バスケスY・グリエルJ・アルトゥーベA・ブレグマンJ・ペーニャA・ディアスC・マコーミックK・タッカーY・アルバレス | 4                            | DH                           | B・ハーパー                  | 左                           | A・ノラJ・リアルミュートR・ホスキンスJ・セグラA・ボームB・ストットK・シュワーバーB・マーシュN・カステヤノスB・ハーパー |
| 5                        | 右                       | K・タッカー              | 左                       | C・ハビエルC・バスケスY・グリエルJ・アルトゥーベA・ブレグマンJ・ペーニャA・ディアスC・マコーミックK・タッカーY・アルバレス | 5                            | 右                           | N・カステヤノス              | 右                           | A・ノラJ・リアルミュートR・ホスキンスJ・セグラA・ボームB・ストットK・シュワーバーB・マーシュN・カステヤノスB・ハーパー |
| 6                        | 一                       | Y・グリエル              | 右                       | C・ハビエルC・バスケスY・グリエルJ・アルトゥーベA・ブレグマンJ・ペーニャA・ディアスC・マコーミックK・タッカーY・アルバレス | 6                            | 三                           | A・ボーム                    | 右                           | A・ノラJ・リアルミュートR・ホスキンスJ・セグラA・ボームB・ストットK・シュワーバーB・マーシュN・カステヤノスB・ハーパー |
| 7                        | 捕                       | C・バスケス              | 右                       | C・ハビエルC・バスケスY・グリエルJ・アルトゥーベA・ブレグマンJ・ペーニャA・ディアスC・マコーミックK・タッカーY・アルバレス | 7                            | 遊                           | B・ストット                  | 左                           | A・ノラJ・リアルミュートR・ホスキンスJ・セグラA・ボームB・ストットK・シュワーバーB・マーシュN・カステヤノスB・ハーパー |
| 8                        | 左                       | A・ディアス              | 右                       | C・ハビエルC・バスケスY・グリエルJ・アルトゥーベA・ブレグマンJ・ペーニャA・ディアスC・マコーミックK・タッカーY・アルバレス | 8                            | 二                           | J・セグラ                    | 右                           | A・ノラJ・リアルミュートR・ホスキンスJ・セグラA・ボームB・ストットK・シュワーバーB・マーシュN・カステヤノスB・ハーパー |
| 9                        | 中                       | C・マコーミック          | 右                       | C・ハビエルC・バスケスY・グリエルJ・アルトゥーベA・ブレグマンJ・ペーニャA・ディアスC・マコーミックK・タッカーY・アルバレス | 9                            | 中                           | B・マーシュ                  | 左                           | A・ノラJ・リアルミュートR・ホスキンスJ・セグラA・ボームB・ストットK・シュワーバーB・マーシュN・カステヤノスB・ハーパー |
| 先発投手                 | 先発投手                 | 先発投手                 | 投球                     | C・ハビエルC・バスケスY・グリエルJ・アルトゥーベA・ブレグマンJ・ペーニャA・ディアスC・マコーミックK・タッカーY・アルバレス | 先発投手                     | 先発投手                     | 先発投手                     | 投球                         | A・ノラJ・リアルミュートR・ホスキンスJ・セグラA・ボームB・ストットK・シュワーバーB・マーシュN・カステヤノスB・ハーパー |
| C・ハビエル              | C・ハビエル              | C・ハビエル              | 右                       | C・ハビエルC・バスケスY・グリエルJ・アルトゥーベA・ブレグマンJ・ペーニャA・ディアスC・マコーミックK・タッカーY・アルバレス | A・ノラ                      | A・ノラ                      | A・ノラ                      | 右                           | A・ノラJ・リアルミュートR・ホスキンスJ・セグラA・ボームB・ストットK・シュワーバーB・マーシュN・カステヤノスB・ハーパー |

### 第5戦 11月3日
- シチズンズ・バンク・パーク（ペンシルベニア州フィラデルフィア）

|                              | 1 | 2 | 3 | 4 | 5 | 6 | 7 | 8 | 9 | R | H | E |
| ---------------------------- | - | - | - | - | - | - | - | - | - | - | - | - |
| ヒューストン・アストロズ     | 1 | 0 | 0 | 1 | 0 | 0 | 0 | 1 | 0 | 3 | 9 | 0 |
| フィラデルフィア・フィリーズ | 1 | 0 | 0 | 0 | 0 | 0 | 0 | 1 | 0 | 2 | 6 | 1 |

1. 勝利：ジャスティン・バーランダー（1勝）
2. セーブ：ライアン・プレスリー（1S）
3. 敗戦：ノア・シンダーガード（1敗）
4. 本塁打
HOU：ジェレミー・ペーニャ1号ソロ
PHI：カイル・シュワーバー2号ソロ
5. 審判
［球審］ジョーダン・ベイカー
［塁審］一塁: アラン・ポーター、二塁: ジェームズ・ホイ、三塁: パット・ホーバーグ
［外審］左翼: ダン・アイアソーニャ、右翼: トリップ・ギブソン
6. 試合開始時刻: 東部夏時間（UTC-4）午後8時6分  試合時間: 3時間57分  観客: 4万5693人  気温: 59°F（15°C）
詳細: MLB.com Gameday / ESPN.com / Baseball-Reference.com / FanGraphs

| ヒューストン・アストロズ | ヒューストン・アストロズ | ヒューストン・アストロズ | ヒューストン・アストロズ | ヒューストン・アストロズ | フィラデルフィア・フィリーズ | フィラデルフィア・フィリーズ | フィラデルフィア・フィリーズ | フィラデルフィア・フィリーズ | フィラデルフィア・フィリーズ |
| ------------------------ | ------------------------ | ------------------------ | ------------------------ | --- | ---------------------------- | ---------------------------- | ---------------------------- | ---------------------------- | --- |
| 打順                     | 守備                     | 選手                     | 打席                     | J・バーランダーM・マルドナードY・グリエルJ・アルトゥーベA・ブレグマンJ・ペーニャY・アルバレスC・マコーミックK・タッカーD・ヘンズリー | 打順                         | 守備                         | 選手                         | 打席                         | N・シンダーガードJ・リアルミュートR・ホスキンスJ・セグラA・ボームB・ストットK・シュワーバーB・マーシュN・カステヤノスB・ハーパー |
| 1                        | 二                       | J・アルトゥーベ          | 右                       | J・バーランダーM・マルドナードY・グリエルJ・アルトゥーベA・ブレグマンJ・ペーニャY・アルバレスC・マコーミックK・タッカーD・ヘンズリー | 1                            | 左                           | K・シュワーバー              | 左                           | N・シンダーガードJ・リアルミュートR・ホスキンスJ・セグラA・ボームB・ストットK・シュワーバーB・マーシュN・カステヤノスB・ハーパー |
| 2                        | 遊                       | J・ペーニャ              | 右                       | J・バーランダーM・マルドナードY・グリエルJ・アルトゥーベA・ブレグマンJ・ペーニャY・アルバレスC・マコーミックK・タッカーD・ヘンズリー | 2                            | 一                           | R・ホスキンス                | 右                           | N・シンダーガードJ・リアルミュートR・ホスキンスJ・セグラA・ボームB・ストットK・シュワーバーB・マーシュN・カステヤノスB・ハーパー |
| 3                        | 左                       | Y・アルバレス            | 左                       | J・バーランダーM・マルドナードY・グリエルJ・アルトゥーベA・ブレグマンJ・ペーニャY・アルバレスC・マコーミックK・タッカーD・ヘンズリー | 3                            | 捕                           | J・リアルミュート            | 右                           | N・シンダーガードJ・リアルミュートR・ホスキンスJ・セグラA・ボームB・ストットK・シュワーバーB・マーシュN・カステヤノスB・ハーパー |
| 4                        | 三                       | A・ブレグマン            | 右                       | J・バーランダーM・マルドナードY・グリエルJ・アルトゥーベA・ブレグマンJ・ペーニャY・アルバレスC・マコーミックK・タッカーD・ヘンズリー | 4                            | DH                           | B・ハーパー                  | 左                           | N・シンダーガードJ・リアルミュートR・ホスキンスJ・セグラA・ボームB・ストットK・シュワーバーB・マーシュN・カステヤノスB・ハーパー |
| 5                        | 右                       | K・タッカー              | 左                       | J・バーランダーM・マルドナードY・グリエルJ・アルトゥーベA・ブレグマンJ・ペーニャY・アルバレスC・マコーミックK・タッカーD・ヘンズリー | 5                            | 右                           | N・カステヤノス              | 右                           | N・シンダーガードJ・リアルミュートR・ホスキンスJ・セグラA・ボームB・ストットK・シュワーバーB・マーシュN・カステヤノスB・ハーパー |
| 6                        | 一                       | Y・グリエル              | 右                       | J・バーランダーM・マルドナードY・グリエルJ・アルトゥーベA・ブレグマンJ・ペーニャY・アルバレスC・マコーミックK・タッカーD・ヘンズリー | 6                            | 三                           | A・ボーム                    | 右                           | N・シンダーガードJ・リアルミュートR・ホスキンスJ・セグラA・ボームB・ストットK・シュワーバーB・マーシュN・カステヤノスB・ハーパー |
| 7                        | DH                       | D・ヘンズリー            | 右                       | J・バーランダーM・マルドナードY・グリエルJ・アルトゥーベA・ブレグマンJ・ペーニャY・アルバレスC・マコーミックK・タッカーD・ヘンズリー | 7                            | 遊                           | B・ストット                  | 左                           | N・シンダーガードJ・リアルミュートR・ホスキンスJ・セグラA・ボームB・ストットK・シュワーバーB・マーシュN・カステヤノスB・ハーパー |
| 8                        | 中                       | C・マコーミック          | 右                       | J・バーランダーM・マルドナードY・グリエルJ・アルトゥーベA・ブレグマンJ・ペーニャY・アルバレスC・マコーミックK・タッカーD・ヘンズリー | 8                            | 二                           | J・セグラ                    | 右                           | N・シンダーガードJ・リアルミュートR・ホスキンスJ・セグラA・ボームB・ストットK・シュワーバーB・マーシュN・カステヤノスB・ハーパー |
| 9                        | 捕                       | M・マルドナード          | 右                       | J・バーランダーM・マルドナードY・グリエルJ・アルトゥーベA・ブレグマンJ・ペーニャY・アルバレスC・マコーミックK・タッカーD・ヘンズリー | 9                            | 中                           | B・マーシュ                  | 左                           | N・シンダーガードJ・リアルミュートR・ホスキンスJ・セグラA・ボームB・ストットK・シュワーバーB・マーシュN・カステヤノスB・ハーパー |
| 先発投手                 | 先発投手                 | 先発投手                 | 投球                     | J・バーランダーM・マルドナードY・グリエルJ・アルトゥーベA・ブレグマンJ・ペーニャY・アルバレスC・マコーミックK・タッカーD・ヘンズリー | 先発投手                     | 先発投手                     | 先発投手                     | 投球                         | N・シンダーガードJ・リアルミュートR・ホスキンスJ・セグラA・ボームB・ストットK・シュワーバーB・マーシュN・カステヤノスB・ハーパー |
| J・バーランダー          | J・バーランダー          | J・バーランダー          | 右                       | J・バーランダーM・マルドナードY・グリエルJ・アルトゥーベA・ブレグマンJ・ペーニャY・アルバレスC・マコーミックK・タッカーD・ヘンズリー | N・シンダーガード            | N・シンダーガード            | N・シンダーガード            | 右                           | N・シンダーガードJ・リアルミュートR・ホスキンスJ・セグラA・ボームB・ストットK・シュワーバーB・マーシュN・カステヤノスB・ハーパー |

### 第6戦 11月5日
- ミニッツメイド・パーク（テキサス州ヒューストン）

|                              | 1 | 2 | 3 | 4 | 5 | 6 | 7 | 8 | 9 | R | H | E |
| ---------------------------- | - | - | - | - | - | - | - | - | - | - | - | - |
| フィラデルフィア・フィリーズ | 0 | 0 | 0 | 0 | 0 | 1 | 0 | 0 | 0 | 1 | 3 | 1 |
| ヒューストン・アストロズ     | 0 | 0 | 0 | 0 | 0 | 4 | 0 | 0 | 0 | 4 | 7 | 0 |

1. 勝利：フランバー・バルデス（2勝）
2. セーブ：ライアン・プレスリー（2S）
3. 敗戦：ザック・ウィーラー（2敗）
4. 本塁打
PHI：カイル・シュワーバー3号ソロ
HOU：ヨルダン・アルバレス1号3ラン
5. 審判
［球審］ランス・バークスデイル
［塁審］一塁: ジェームズ・ホイ、二塁: パット・ホーバーグ、三塁: ダン・アイアソーニャ
［外審］左翼: トリップ・ギブソン、右翼: ジョーダン・ベイカー
6. 試合開始時刻: 中部夏時間（UTC-5）午後7時4分  試合時間: 3時間13分  観客: 4万2958人  気温: 73°F（22.8°C）
詳細: MLB.com Gameday / ESPN.com / Baseball-Reference.com / FanGraphs

| フィラデルフィア・フィリーズ | フィラデルフィア・フィリーズ | フィラデルフィア・フィリーズ | フィラデルフィア・フィリーズ | フィラデルフィア・フィリーズ                                                                                                 | ヒューストン・アストロズ | ヒューストン・アストロズ | ヒューストン・アストロズ | ヒューストン・アストロズ | ヒューストン・アストロズ |
| ---------------------------- | ---------------------------- | ---------------------------- | ---------------------------- | --- | ------------------------ | ------------------------ | ------------------------ | ------------------------ | --- |
| 打順                         | 守備                         | 選手                         | 打席                         | Z・ウィーラーJ・リアルミュートR・ホスキンスJ・セグラA・ボームE・ソーサK・シュワーバーM・ビアリングN・カステヤノスB・ハーパー | 打順                     | 守備                     | 選手                     | 打席                     | F・バルデスM・マルドナードT・マンシーニJ・アルトゥーベA・ブレグマンJ・ペーニャY・アルバレスC・マコーミックK・タッカーC・バスケス |
| 1                            | 左                           | K・シュワーバー              | 左                           | Z・ウィーラーJ・リアルミュートR・ホスキンスJ・セグラA・ボームE・ソーサK・シュワーバーM・ビアリングN・カステヤノスB・ハーパー | 1                        | 二                       | J・アルトゥーベ          | 右                       | F・バルデスM・マルドナードT・マンシーニJ・アルトゥーベA・ブレグマンJ・ペーニャY・アルバレスC・マコーミックK・タッカーC・バスケス |
| 2                            | 一                           | R・ホスキンス                | 右                           | Z・ウィーラーJ・リアルミュートR・ホスキンスJ・セグラA・ボームE・ソーサK・シュワーバーM・ビアリングN・カステヤノスB・ハーパー | 2                        | 遊                       | J・ペーニャ              | 右                       | F・バルデスM・マルドナードT・マンシーニJ・アルトゥーベA・ブレグマンJ・ペーニャY・アルバレスC・マコーミックK・タッカーC・バスケス |
| 3                            | 捕                           | J・リアルミュート            | 右                           | Z・ウィーラーJ・リアルミュートR・ホスキンスJ・セグラA・ボームE・ソーサK・シュワーバーM・ビアリングN・カステヤノスB・ハーパー | 3                        | 左                       | Y・アルバレス            | 左                       | F・バルデスM・マルドナードT・マンシーニJ・アルトゥーベA・ブレグマンJ・ペーニャY・アルバレスC・マコーミックK・タッカーC・バスケス |
| 4                            | DH                           | B・ハーパー                  | 左                           | Z・ウィーラーJ・リアルミュートR・ホスキンスJ・セグラA・ボームE・ソーサK・シュワーバーM・ビアリングN・カステヤノスB・ハーパー | 4                        | 三                       | A・ブレグマン            | 右                       | F・バルデスM・マルドナードT・マンシーニJ・アルトゥーベA・ブレグマンJ・ペーニャY・アルバレスC・マコーミックK・タッカーC・バスケス |
| 5                            | 右                           | N・カステヤノス              | 右                           | Z・ウィーラーJ・リアルミュートR・ホスキンスJ・セグラA・ボームE・ソーサK・シュワーバーM・ビアリングN・カステヤノスB・ハーパー | 5                        | 右                       | K・タッカー              | 左                       | F・バルデスM・マルドナードT・マンシーニJ・アルトゥーベA・ブレグマンJ・ペーニャY・アルバレスC・マコーミックK・タッカーC・バスケス |
| 6                            | 三                           | A・ボーム                    | 右                           | Z・ウィーラーJ・リアルミュートR・ホスキンスJ・セグラA・ボームE・ソーサK・シュワーバーM・ビアリングN・カステヤノスB・ハーパー | 6                        | DH                       | C・バスケス              | 右                       | F・バルデスM・マルドナードT・マンシーニJ・アルトゥーベA・ブレグマンJ・ペーニャY・アルバレスC・マコーミックK・タッカーC・バスケス |
| 7                            | 二                           | J・セグラ                    | 右                           | Z・ウィーラーJ・リアルミュートR・ホスキンスJ・セグラA・ボームE・ソーサK・シュワーバーM・ビアリングN・カステヤノスB・ハーパー | 7                        | 一                       | T・マンシーニ            | 右                       | F・バルデスM・マルドナードT・マンシーニJ・アルトゥーベA・ブレグマンJ・ペーニャY・アルバレスC・マコーミックK・タッカーC・バスケス |
| 8                            | 中                           | M・ビアリング                | 右                           | Z・ウィーラーJ・リアルミュートR・ホスキンスJ・セグラA・ボームE・ソーサK・シュワーバーM・ビアリングN・カステヤノスB・ハーパー | 8                        | 中                       | C・マコーミック          | 右                       | F・バルデスM・マルドナードT・マンシーニJ・アルトゥーベA・ブレグマンJ・ペーニャY・アルバレスC・マコーミックK・タッカーC・バスケス |
| 9                            | 遊                           | E・ソーサ                    | 右                           | Z・ウィーラーJ・リアルミュートR・ホスキンスJ・セグラA・ボームE・ソーサK・シュワーバーM・ビアリングN・カステヤノスB・ハーパー | 9                        | 捕                       | M・マルドナード          | 右                       | F・バルデスM・マルドナードT・マンシーニJ・アルトゥーベA・ブレグマンJ・ペーニャY・アルバレスC・マコーミックK・タッカーC・バスケス |
| 先発投手                     | 先発投手                     | 先発投手                     | 投球                         | Z・ウィーラーJ・リアルミュートR・ホスキンスJ・セグラA・ボームE・ソーサK・シュワーバーM・ビアリングN・カステヤノスB・ハーパー | 先発投手                 | 先発投手                 | 先発投手                 | 投球                     | F・バルデスM・マルドナードT・マンシーニJ・アルトゥーベA・ブレグマンJ・ペーニャY・アルバレスC・マコーミックK・タッカーC・バスケス |
| Z・ウィーラー                | Z・ウィーラー                | Z・ウィーラー                | 右                           | Z・ウィーラーJ・リアルミュートR・ホスキンスJ・セグラA・ボームE・ソーサK・シュワーバーM・ビアリングN・カステヤノスB・ハーパー | F・バルデス              | F・バルデス              | F・バルデス              | 左                       | F・バルデスM・マルドナードT・マンシーニJ・アルトゥーベA・ブレグマンJ・ペーニャY・アルバレスC・マコーミックK・タッカーC・バスケス |

## セレモニー
試合前のアメリカ合衆国国歌『星条旗』独唱・合唱と始球式を行った人物・グループは、それぞれ以下の通り。
| 試合  | 国歌独唱・合唱                            | 始球式                                                                                    | 始球式                                                                              |
| 試合  | 国歌独唱・合唱                            | 投手役                                                                                    | 捕手役                                                                              |
| ----- | ----------------------------------------- | ----------------------------------------------------------------------------------------- | ----------------------------------------------------------------------------------- |
| 第1戦 | エリック・バートン （ブラック・プーマズ） | テリー・プール                                                                            | （不明）                                                                            |
| 第2戦 | リトル・ビッグ・タウン                    | クレイグ・ビジオ                                                                          | ジェフ・バグウェル                                                                  |
| 第3戦 | クロエ・ベイリー                          | バーニー・ペアレント、 ジュリアス・アービング、 ブランドン・グラハム、 マイク・シュミット | ジェイソン・ワース、 シェーン・ビクトリーノ、 ライアン・ハワード、 コール・ハメルズ |
| 第4戦 | マディソン・ワトキンス                    | ルーク・テオドシアデス （急性リンパ性白血病サバイバー）                                   | ブライス・ハーパー                                                                  |
| 第4戦 | マディソン・ワトキンス                    | ジミー・ロリンズ、 チェイス・アトリー                                                     | マイルズ・テラー、 ロブ・マケルヘニー                                               |
| 第5戦 | ジャズミン・サリヴァン                    | ブラッド・リッジ                                                                          | カルロス・ルイーズ                                                                  |
| 第6戦 | アンディ・グラマー                        | ジム・マッキンベイル （実業家）                                                           | （不明）                                                                            |

第1戦の試合前に登場したエリック・バートンが、国歌の歌詞を間違えるという失態を犯した。同じメロディが繰り返される序盤の歌詞を彼は混同した。
| 【正しい歌詞】 O say can you see, by the dawn's early light, What so proudly we hailed at the twilight's last gleaming, Whose broad stripes and bright stars through the perilous fight, O'er the ramparts we watched, were so gallantly streaming? | 【バートンの間違い】 O say can you see, by the dawn's early light, What so proudly we hailed at the twilight's last streaming, Whose broad stripes and bright stars through the perilous fight, What so proudly we hailed at the twilight's last streaming? |

第4戦の試合前、ふたつの始球式が別個に行われた。そのうちのひとつに登場したルーク・テオドシアデスは、MLBが協賛する悪性腫瘍（癌）研究支援の慈善団体 "スタンド・アップ・トゥー・キャンサー"（SU2C）によって命を救われた、当時クッツタウン大学の2年生である。彼は12歳の誕生日を1か月後に控えた2015年6月、野球の練習中に激しい息切れを起こすようになり、診察を受けたところ急性リンパ性白血病と発覚した。白血病に対する一般的な化学療法では効果が得られず、SU2Cの金銭援助によりキメラ抗原受容体（CAR-T細胞）療法の臨床試験を受けたところ状態が改善、2016年に弟から骨髄移植を受けたあとはここまで再発せずに済んでいる。MLBとSU2Cの関係から、彼を治療したフィラデルフィア小児病院の医師や看護師が彼を始球式に推薦した。当日、彼は捕手役をブライス・ハーパーが務めることに驚き、ハーパーから「元気か？ 調子よさそうじゃないか」と声をかけてもらったという。始球式での自身の投球については「ニック・カステヤノスだったら手を出してくれたんじゃないかな」と冗談めかして振り返った。始球式以外にも彼は、フィリーズOBのジミー・ロリンズや歌手のブルース・スプリングスティーンと面会し、試合はSU2Cに賛同する大統領夫人ジル・バイデンとともに観戦した。

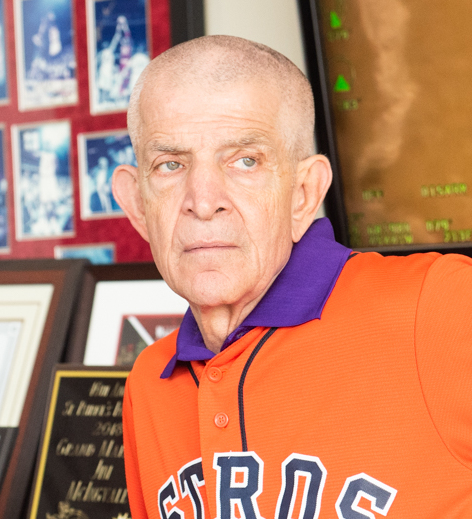
ジム・マッキンベイル（写真は2018年4月20日撮影）

第6戦の始球式に登場したジム・マッキンベイルは、アストロズの地元テキサス州ヒューストンで家具販売チェーンのギャラリー・ファーニチャーを経営し "マットレス・マック" の異名をとる一方、スポーツベッティングの大口投資家としても知られる。2010年代に彼は、スポーツの結果が店側指定の条件を満たせば返金と謳うキャンペーンで売上を伸ばし、並行してブックメーカーでその条件に賭けることで、賭けに勝てば払戻金で返金を賄って利益を出し、負けてもキャンペーン売上で賭金を賄って利益を出す、という手法を編み出した。今シリーズに際しては当初「3,000ドル以上お買い上げのお客様は、アストロズ優勝でお買い上げ額の倍額を返金」というキャンペーンを実施し、途中で返金額を倍額から同額へ変更したものの、キャンペーン終盤の10月23日・24日だけで1,600万ドルを売り上げ、その傍ら複数のブックメーカーでアストロズ優勝に計1,000万ドルを賭けた。その結果、第6戦でアストロズが優勝を決め、彼は払戻金として7,260万ドルを獲得した。スポーツベッティング史上最大とされる払戻金を得た一方で顧客への返金をすることになったが、そのことについて彼は「お客様はハラハラしながらシリーズを観戦し、返金してもらえることになった。今後20〜30年の思い出になるのは、店にとっても良いこと」と述べた。

## テレビ中継

### アメリカ合衆国
アメリカ合衆国におけるテレビ中継はFOXが放送した。実況はジョー・デービスが、解説はジョン・スモルツが、フィールドリポートはケン・ローゼンタールとトム・バードゥッチが、それぞれ務めた。FOXのシリーズ中継では1996年の放送開始以来、ジョー・バックが実況を担当していた。しかしそのバックが2022年3月、残り1年となっていたFOXとの出演契約を破棄してESPNへ移籍したため、後任としてデービスに白羽の矢が立った。そのことについてデービスは「バックの実況を聴き、シリーズで実況するのを夢見ながら育ってきたから、特別な意味がある」と話す。バックのほうはデービスについて「ソーシャルメディア時代にワールドシリーズの全米中継で実況をするのは自分たちふたりだけ」と述べ、ポストシーズン期間中はソーシャルメディアから離れるよう彼に進言した。また試合前にはケビン・バークハート進行のコーナーがあり、デビッド・オルティーズやアレックス・ロドリゲス、フランク・トーマスが出演して試合の見所などを語った。
全6試合の平均視聴率は6.1%で、前年から0.4ポイント下降した。シリーズを通しての、全米および出場両チームの本拠地都市圏における視聴率等は以下の通り。
| 試合  | 日付           | 放送時間               | 全米   | 全米   | 全米     | テキサス州ヒューストン | テキサス州ヒューストン | ペンシルベニア州など フィラデルフィア | ペンシルベニア州など フィラデルフィア |
| 試合  | 日付           | 放送時間               | 視聴率 | 占拠率 | 視聴者数 | 視聴率                 | 占拠率                 | 視聴率                                | 占拠率                                |
| ----- | -------------- | ---------------------- | ------ | ------ | -------- | ---------------------- | ---------------------- | ------------------------------------- | ------------------------------------- |
| 第1戦 | 10月28日（金） | 午後07時59分〜00時39分 | 5.8%   | 17%    | 1148万人 | 23.6%                  | 57%                    | 23.0%                                 | 54%                                   |
| 第2戦 | 10月29日（土） | 不明                   | 不明   | 不明   | 1079万人 | 21.6%                  | 55%                    | 23.5%                                 | 52%                                   |
| 第3戦 | 11月01日（火） | 午後07時58分〜11時07分 | 6.2%   | 16%    | 1116万人 | 21.9%                  | 47%                    | 29.1%                                 | 56%                                   |
| 第4戦 | 11月02日（水） | 午後07時58分〜11時29分 | 6.6%   | 17%    | 1181万人 | 24.0%                  | 52%                    | 26.6%                                 | 53%                                   |
| 第5戦 | 11月03日（木） | 午後07時57分〜00時03分 | 7.0%   | 18%    | 1277万人 | 25.5%                  | 55%                    | 25.9%                                 | 50%                                   |
| 第6戦 | 11月05日（土） | 午後07時56分〜11時25分 | 6.2%   | 16%    | 1255万人 | 不明                   | 不明                   | 不明                                  | 不明                                  |
| 平均  | 平均           | 平均                   | 6.1%   | 17%    | 1178万人 | 24.0%                  | 55%                    | 25.0%                                 | 52%                                   |

| 今シリーズ | 今シリーズ | 今シリーズ | 前年からの変動 | 前年からの変動  | 前年からの変動 | 前年からの変動 | 裏番組の最高視聴率                              | 裏番組の最高視聴率                              | 裏番組の最高視聴率                              | 裏番組の最高視聴率                              |
| 試合       | 視聴率     | 視聴者数   | 前年視聴率     |                 | 前年視聴者数   |                | 番組                                            | 放送局                                          | 放送時間                                        | 視聴率                                          |
| 試合       | 視聴率     | 視聴者数   | 前年視聴率     | 変動            | 前年視聴者数   | 変動           | 番組                                            | 放送局                                          | 放送時間                                        | 視聴率                                          |
| ---------- | ---------- | ---------- | -------------- | --------------- | -------------- | -------------- | ----------------------------------------------- | ----------------------------------------------- | ----------------------------------------------- | ----------------------------------------------- |
| 第1戦      | 5.8%       | 1148万人   | 6.1%           | 0.3ポイント下降 | 1081万人       | 067万人増加    | 『ブルーブラッド 〜NYPD家族の絆〜』             | CBS                                             | 午後10時00分〜11時00分                          | 3.5%                                            |
| 第2戦      | 不明       | 1079万人   | 5.8%           | 不明            | 1028万人       | 051万人増加    | 不明                                            | 不明                                            | 不明                                            | 不明                                            |
| 第3戦      | 6.2%       | 1116万人   | 6.1%           | 0.1ポイント上昇 | 1123万人       | 007万人減少    | 『ザ・ヴォイス』                                | NBC                                             | 午後08時00分〜09時00分                          | 3.5%                                            |
| 第4戦      | 6.6%       | 1181万人   | 5.7%           | 0.9ポイント上昇 | 1051万人       | 130万人増加    | 『シカゴ・メッド』                              | NBC                                             | 午後08時00分〜09時00分                          | 4.2%                                            |
| 第5戦      | 7.0%       | 1277万人   | 7.4%           | 0.4ポイント下降 | 1364万人       | 087万人減少    | 『ヤング・シェルドン』                          | CBS                                             | 午後08時00分〜08時31分                          | 4.1%                                            |
| 第6戦      | 6.2%       | 1255万人   | 7.9%           | 1.7ポイント下降 | 1397万人       | 142万人減少    | 不明                                            | 不明                                            | 不明                                            | 不明                                            |
| 平均       | 6.1%       | 1178万人   | 6.5%           | 0.4ポイント下降 | 1175万人       | 003万人増加    | ［註］放送時間は東部夏時間。中部夏時間は－1時間 | ［註］放送時間は東部夏時間。中部夏時間は－1時間 | ［註］放送時間は東部夏時間。中部夏時間は－1時間 | ［註］放送時間は東部夏時間。中部夏時間は－1時間 |

今シリーズの開幕日は、曜日では1915年以来107年ぶりとなる金曜日に設定された。金曜日開幕にすれば最初の日曜日が第2戦と第3戦の間の移動日となり、次の日曜日の前にはシリーズが終わるので、NBCが放送するアメリカンフットボール・NFL中継番組『サンデーナイトフットボール』の裏番組となるのを避けられるためである。実質的には、日曜日プライムタイムの視聴率争いでMLB・FOX陣営がNFL・NBC陣営に白旗を上げたということになる。これにより、シリーズ中継とNFL中継が重なるのは、月曜日の第3戦とESPN『マンデーナイトフットボール』（MNF）だけになった。バックは新天地ESPNではMNF実況を担当するため、移籍1年目からシリーズ中継の裏番組に出演することになるはずだった。
ところが第3戦当日の10月31日、開催地ペンシルベニア州フィラデルフィアで雨が降り試合が順延されたため、日程が翌日以降へ1日ずつずれた。これにより第3戦とMNFの重なりが回避される一方で、新たに木曜日の11月3日、第5戦と『サーズデーナイトフットボール』（TNF）が重なった。TNFは、全米規模ではAmazonのビデオ・オン・デマンド・ストリーミングサービス "Prime Video" が配信するが、出場チームの本拠地都市圏でのみ地元テレビ局も放送する。奇しくもこの日TNFで組まれていたのは、シリーズ出場球団と同じ都市を本拠地とするフィラデルフィア・イーグルス対ヒューストン・テキサンズであり、地元放送局はいずれもFOX系列局だった。シリーズの日程変更を受けて、両都市圏ともFOX系列局は木曜日の放送番組をシリーズ第5戦に変更し、TNFはマイネットワークTV系列局へ移した。その日の全米視聴率は、FOXのシリーズ第5戦が7.0%だったのに対し、Amazon Prime VideoのTNFは3.7%にとどまった。また地元視聴率は、テキサス州ヒューストンではKRIV（FOX 26）のシリーズ第5戦が25.5%でKTXH（My 20 Vision）のTNFが1.5%、フィラデルフィアではWTXF（FOX 29）のシリーズ第5戦が25.9%でWPHL（PHL 17）のTNFが8.7%、といずれもシリーズ第5戦のほうが高視聴率を記録した。
ただ全体的な傾向としては、アメリカンフットボール中継が視聴率争いで図抜けているのが浮き彫りとなった。シリーズ中継が撤退した日曜日のプライムタイム、NBCのSNFは10月30日の放送で視聴者数1962万人を記録し、シリーズ中継を抑えて24日〜30日の週で最多となった。その翌週の11月6日――もし前日までにフィリーズがもう1勝していれば、シリーズ最終第7戦と放送時間が重なっていた――も視聴者数1769万人で、こちらも前週同様シリーズ中継を上回り、31日〜6日の週で最多となった。また、シリーズ第6戦が行われた11月5日は、放送時間が重ならない昼にCBSのカレッジフットボール中継番組 SEC on CBS が放送され、視聴者数は同日夜のシリーズ第6戦よりも多い1300万人に達した。その一方で、10月28日のシリーズ開幕以降11月6日までのプライムタイムでSNFとその事前番組以外にシリーズ中継より多くの視聴者を獲得した番組がないことや、2週間とも週単位のプライムタイム平均視聴者数ではFOXがNBCなどを抑えて全局中最多だったことも事実である。

### 日本
| 試合  | 中継日 （日本時間） | 実況     | 解説                 |
| ----- | ------------------- | -------- | -------------------- |
| 第1戦 | 10月29日（土）      | 星野圭介 | 井口資仁、岡島秀樹   |
| 第2戦 | 10月30日（日）      | 星野圭介 | 岩村明憲、岡島秀樹   |
| 第3戦 | 11月02日（水）      | 星野圭介 | 岩隈久志、小早川毅彦 |
| 第4戦 | 11月03日（木）      | 星野圭介 | 岩村明憲             |
| 第5戦 | 11月04日（金）      | 星野圭介 | 武田一浩、今中慎二   |
| 第6戦 | 11月06日（日）      | 星野圭介 | 伊東勤、岩村明憲     |

日本での生中継の放送は、日本放送協会（NHK）の衛星放送チャンネル "BS1" で行われた。実況アナウンサーと解説者は現地へは行かず、現地からの映像をスタジオで観ながら実況・解説を行う形式がとられた。
第4戦の中継は当初、日本時間11月3日の午前8時55分から放送を開始する予定だった。しかしこの頃、日本の西に位置する朝鮮半島では、朝鮮民主主義人民共和国がミサイル発射実験を繰り返し、軍事的緊張が高まっていた。同国の朝鮮人民軍総参謀部はのちに、2日から5日にかけての4日間を、アメリカ軍と大韓民国国軍の合同訓練に対抗する「軍事作戦」と称する。その「軍事作戦」2日目にあたる3日、午前7時40分頃発射の大陸間弾道ミサイルとみられる飛翔体が日本上空を通過する恐れありとして、政府が山形県・宮城県・新潟県住民に全国瞬時警報システム（Jアラート）を発令し避難を呼びかけるなど、混乱が広がった。これを受けてNHKは同日、臨時ニュースの放送を開始し、シリーズ中継の開始を55分先延ばしして9時50分まで遅らせた。